# Kisko
Kisko este o fostă comună din Finlanda.